# Святою ночью
Святой ночью — рассказ А. П. Чехова. Написан в 1886 году, впервые опубликован в газете «Новое время» № 3636 13 апреля 1886 года за подписью Ан. Чехов.

## Публикации
Рассказ был впервые опубликован 13 апреля 1886 года в газете «Новое время» № 3636. В отредактированной версии рассказ был напечатан в сборнике «В сумерках» 1887 года издания в Санкт-Петербурге. В 1898 году издательство Тильда пресс выпустило рассказ отдельным изданием. Чехов включил этот рассказ в третий том его собрания сочинений, изданного Адольфом Марксом в 1899—1901 годах.
При жизни Чехова рассказ был переведен на словенский язык.

## Сюжет
Главный герой совершает путешествие по реке Голтва в канун Пасхи чтобы посетить местную церковь и насладиться ночными Пасхальными празднествами. По дороге он беседует с монахом-паромщиком по имени Иероним, немного чудаковатым лет тридцати человеком, который был глубоко потрясен недавней смертью своего лучшего друга и наставника, иеродьякона Николая. Последний был гениальным мастером акафиста.
В рассказе проявляется контраст между радостным, ярким зрелищем церковной службы и горем и одиночеством Иеронима. Никто не позаботился о том, чтобы прислать паромщику сменщика — из-за этого ему не удалось попасть на службу и насладиться церковными песнопениями, в которых Николай научил его видеть святую красоту.

## Критика
Иероним рассказывает герою рассказа о тонкостях написания акафистов (церковных хвалебных песнопений в честь Христа, Богородицы и некоторых святых). Знание акафистов Чеховым идет оттого, то его отец, знаток и любитель церковного пения, устраивал домашние спевки, во время которых он сам «или кто-нибудь из сыновей читал икосы и кондаки, и после каждого из них все хором пели стихиры и ирмосы. Утром шли к ранней обедне, после которой дома все, также хором, пели акафист».
Чехов также вспоминал: «Я получил в детстве религиозное образование и такое же воспитание — с церковным пением, с чтением Апостола и кафизм в церкви, с исправным посещением утрени, с обязанностью помогать в алтаре и звонить на колокольне. И что же? Когда я теперь вспоминаю о своём детстве, то оно представляется мне довольно мрачным; религии у меня теперь нет». Сохранив до конца жизни любовь к колокольному звону, он, прослушав однажды церковный благовест, сказал: «Это всё, что осталось у меня от религии».
Академик Петербургской Академии наук Афанасий Фёдорович Бычков в отзыве о сборнике «В сумерках» среди четырёх лучших рассказов назвал и рассказ «Святою ночью».
В сборнике «Читая Чехова» Вилла С. Аксельрод разъясняет читателям, каким образом в рассказе Чехова «Святой ночью» Священное Писание служит фоном, освещающим события и чувства очевидцев пасхальной ночи.